# Casa Gironella
|  | No s'ha de confondre amb Casa Vives (Barcelona). |

La Casa Gironella era un edifici situat als carrers de Sant Sever (antigament Baixada de Santa Eulàlia) i de Sant Felip Neri del Barri Gòtic de Barcelona, actualment desaparegut.

## Història
Segons la documentació notarial, els orígens d'aquesta finca es remunten al segle xvi, quan pertanyia a Jeroni de Malet, de qui va passar a la seva filla Violant, casada amb Joan de Josa, senyor de Les Sitges. L'hereva Paula de Josa i de Malet (†1624) es va casar en segones noces amb Miquel II d'Agulló, baró de Gironella, i la propietat passà a mans d'aquest llinatge.
El 1787, Menna de Sentmenat-Agulló-Pinós-Fenollet i de Ribera-Claramunt (1728-1795), sisè marquès de Gironella, va demanar permís per a eixamplar una finestra del segon pis, i per a convertir una altra de la cantonada en una galeria, i novament l'any següent per a construir-hi una miranda.
El 1822, la seva vídua Llúcia Antònia de Vega i el seu fill Pere Nolasc d'Agulló-Pinós-Fenollet i de Vega van vendre la finca (que es trobava en estat ruïnós) al fuster Josep Botey i Soler. Tanmateix, arran del restabliment dels majorats després del Trienni Liberal (1820-1823), es va acordar verbalment la restitució de la propietat, la qual es va formalitzar el 1833. Tot seguit, Llúcia Antònia de Vega, la seva neta Maria Lluïsa d'Agulló-Pinós-Fenollet, marquesa de Gironella, i el marit d'aquesta, Manuel Calvo de Encalada-Orozco, marquès de Villapalma, l'establiren en emfiteusi al mateix Botey, que va cedir-ne una part a la Congregació de l'Oratori de Sant Felip Neri, i l'any següent la va fer reedificar segons el projecte del mestre d'obres Pere Casals.